# Zwiastowanie (obraz Caravaggia)
Zwiastowanie – obraz Caravaggia z ok. 1609 roku znajdujący się w zbiorach Musée des Beaux-Arts de Nancy.
Caravaggio namalował scenę Zwiastowania podczas swojego pobytu na Malcie lub przebywając po raz drugi w Neapolu. Było to jedno z jego ostatnich dzieł. Pierwotnie Zwiastowanie zdobiło kaplicę w pałacu książęcym. Książę Henryk II Lotaryński podarował je kościołowi prymasowskiemu w Nancy w 1645 roku. Katedra utraciła obraz w 1793 roku. Dopiero w 1948 roku François Pariset zidentyfikował je jako obraz Caravaggia. Obraz znajduje się w kolekcji Musée des Beaux-Arts. Ma wymiary 285 × 205 cm.